# Kölner-konføderationen
Kølner-konføderationen (tysk: Kölner Konföderation) var en middelalderlig militæralliance dannet for at bekæmpe Kongeriget Danmark. Den blev etableret den 19. november 1367 af flere hanseatiske byer og andre byer fra Holland, Zeeland og Zuiderzee.
Selvom konføderationen oprindeligt blot var tænkt som et middel til at holde den voksende danske trussel i skak, forblev den intakt i yderligere 15 år efter underskrivelsen af fredsaftalen i Stralsund i 1370, som afsluttede den dansk-hanseatiske krig (1361-1370). Alliancen fastsatte økonomiske og militære foranstaltninger samt etablerede visse merkantile traditioner, som blev standardiseret i Hanseforbundets interessesfære.

## Baggrund
Danmark, under Valdemar Atterdag regeringstid, havde brugt en stor del af sin tid på at reducere adelens selvstyre, beslaglægge jord for at udvide krongodset og skabe en stabil finansiel situation. Med kongeriget sikret søgte Valdemar at udvide sin indflydelse. Han generobrede Skåne fra Sverige i 1360 og erobrede også Gotland i 1361 efter en afgørende sejr i slaget ved Visby.
Eftersom Visby og Gotland lå inden for Hanseforbundets indflydelsessfære, erklærede forbundet efter den danske erobring krig. Hanseforbundet var dog tæt på at tabe den dansk-hanseatiske krig (1361-1370) i slaget ved Helsingborg (1362), og som følge heraf forhandlede man en våbenhvile med Danmark i Vordingborg i 1365.
I 1367 mødtes Hanseforbundet til hansedag i den rhinske by Köln for at formalisere en militæralliance. De hanseatiske byer Lübeck, Rostock, Stralsund, Wismar, Chełmno og Toruń deltog, sammen med de hollandske byer Elbing, Kampen, Harderwyk, Elburg, Amsterdam og Briel. Köln blev valgt på grund af sin nærhed til de hollandske byer (hollænderne var vitale for Hanseforbundets interesser i krigen).

## Aftalens vilkår
Økonomisk blev der i konføderationen opstillet visse foranstaltninger. Der skulle opkræves afgifter på alle varer i medlemsbyernes havne, og for at forenkle opkrævningen blev specifikke møntenheder valgt for hver hovedregion i Hanseforbundet – specifikt mønterne fra Lübeck, Flandern, Pommern, Preussen og Livland.
Militært forpligtede alle konføderationens medlemmer sig til at stille med et fast antal skibe og mandskab. Afgangsdatoer for byer omkring Østersøen og Nordsøen blev også fastlagt, så den samlede flåde kunne samles i Øresund til et endeligt angreb på Danmark.
Bemærkelsesværdigt er, at traktaten ikke er skrevet på latin, som de fleste middelalderlige dokumenter, men på nedertysk, som var det sprog, de hanseatiske byer brugte.

## Historie
I begyndelsen modtog konføderationen ikke megen støtte fra visse hanseatiske byer. Bremen og Hamborg, for eksempel, var udmattede efter tidligere krige og nægtede at yde militær støtte – der blev dog ydet økonomisk bistand. Indlandsbyer, der ikke var direkte berørt af søkrigen mod Danmark, nægtede at støtte overhovedet. Især de vestfalske byer bidrog hverken militært eller økonomisk.
På trods af disse vanskeligheder formåede konføderationen at sikre alliancer med Sverige, Mecklenburg og Holsten. De fik også støtte fra danske adelsfolk, der var utilfredse med Valdemar Atterdag. Sammen brød de våbenhvilen fra Vordingborg og genoptog krigen mod Danmark. I de efterfølgende år invaderede konføderationen Danmark, angreb og plyndrede København i 1368 og gennemtvang fred i fredsaftalen i Stralsund i 1370. Årene efter krigen markerede Hanseforbundets gyldne tidsalder.
I 1385, da Hanseforbundet endeligt opgav kontrollen med de danske borge i Skåne, begyndte flere byer i konføderationen at overveje, om det gav mening at fastholde alliancen. Der var ikke længere behov for en militær alliance, da den danske konge på det tidspunkt var loyal over for Hanseforbundet (i henhold til fredsaftalen i Stralsund). Selvom Den Tyske Orden, som repræsenterede de preussiske byers interesser, ønskede at videreføre konføderationen, besluttede andre byer at opløse alliancen for at få større frihed til at forfølge deres egne mål, frem for konstant at skulle subsidiere aktiviteter, der ikke kom dem til gode.
Selvom Kølner-konføderationen ophørte i 1385, skabte den den nødvendige sammenhængskraft, Hanseforbundet senere fik brug for i fremtidige konflikter med Danmark. Den blev ikke et permanent forbillede for fremtidige hanseatiske aftaler, men blev alligevel betragtet som en imponerende alliance, og flere grupper forsøgte i 1400-tallet at kopiere modellen – dog uden held. Disse forsøg på konføderationer er kendt som Tohopesaten.